# Лобато, Ленни
Ленни Иво Лобато Романелли (порт. Lenny Ivo Lobato Romanelli, более известный, как Ленни Лобато порт. Lenny Lobato; род. 3 февраля 2001, Армасан-дус-Бузиус, Рио-де-Жанейро) — бразильский футболист, нападающий клуба «Спорт Ресифи».

## Клубная карьера
Лобато — воспитанник аргентинского клуба «Велес Сарсфилд». 18 июля 2021 года в матче против «Расинга» он дебютировал в аргентинской Примере. 20 июля 2023 года в поединке Кубка Аргентины против «Сан-Мартин Сан-Хуан» Ленни забил свой первый гол за «Велес Сарсфилд». Летом 2024 года Лобато на правах аренды перешёл в «Спорт Ресифи».